# Preobrázhenka (Zaporiyia)
Preobrázhenka (en ucraniano: Преображенка; en ruso: Преображенка) es un pueblo ucraniano perteneciente al óblast de Zaporiyia. Situado en el sur del país, forma parte del raión de Pologi y es centro del municipio (hromada) homónimo.

## Geografía
Preobrázhenka está situado en la margen derecha del río Kinska, frente a Oríjiv.   

## Historia
El pueblo fue fundado en 1772. 

## Demografía
Según el censo de 2001, la lengua materna de la mayoría de los habitantes, el 93,18%, es el ucraniano; y del 6,55%, el ruso.

## Infraestructura

### Transporte
Por Preobrázhenka pasan las carreteras territoriales T-04-08 y T-08-03.